# Isabel Preysler
 (juin 2023).
Si vous disposez d'ouvrages ou d'articles de référence ou si vous connaissez des sites web de qualité traitant du thème abordé ici, merci de compléter l'article en donnant les références utiles à sa vérifiabilité et en les liant à la section « Notes et références ».
Isabel Preysler, née le 18 février 1951 à Manille aux Philippines, est une mannequin, une socialite et une présentatrice de télévision espagnole d'origine philippine.

## Biographie
Parallèlement, elle commence une carrière de journaliste en 1970 avec le magazine people ¡Hola!. En 1984 elle présente le programme télévisé espagnol Hoy en Casa. Elle a ensuite continué à apparaitre dans différents programmes télévisés[Lesquels ?]. Au cours de sa carrière de mannequin, elle travaille avec de nombreux créateurs et entreprises, notamment Manolo Blahnik, Ferrero, Chrysler ou Porcelanosa.
Elle est l'invitée d'honneur de la famille royale britannique à plusieurs évènements et a participé à l'accueil de David et Victoria Beckham en Espagne en 2004.
Elle a été élue la femme la plus élégante et la mieux habillée d'Espagne à quatre reprises par le magazine ¡Hola! en 1991, 2002, 2006 et 2007.

## Vie privée
De 2015 à 2022 elle est la compagne du prix Nobel de littérature Mario Vargas Llosa.